# 永泰公主
永泰公主（えいたいこうしゅ）は、唐の中宗の七女。諱は仙蕙、字は穠輝。母は韋皇后。

## 生涯
垂拱元年（685年）生まれた。しかし同母妹の安楽公主は房州に赴く途中で生まれた。生年の記述は誤りとしている。双子の可能性もある。
久視元年（700年）9月、永泰郡主に封ぜられ、食邑千戸を受けた。武承嗣（武則天の甥）の子の魏王武延基に降嫁した。大足元年（701年）、兄の邵王李重潤や夫の武延基とともに武則天の寵臣であった張易之・張昌宗兄弟を排除する謀議を行ったとして、武則天により自殺を命じられた（『大唐故永泰公主誌銘』によると、兄と夫の刑死でショックのため流産し重体となり、翌日薨去した）。
神龍元年（705年）、中宗が即位すると、永泰公主に追封された。神龍2年（706年）、乾陵に陪葬された。

## 伝記資料
- 『新唐書』巻八十三 列伝第八「諸帝公主伝」
- 大唐故永泰公主誌銘